# Ruder Than Roots
Ruder Than Roots är en EP av det svenska skabandet The Skalatones, utgiven 1998 på Sidekicks Records.

## Låtlista
1. "Ruder Than Roots"
2. "4 of Them Outta Jail"
3. "Do the Carnivala"
4. "Hannibal (Se)Lectah"
5. "Rude Skank Wank"

### Fotnoter
1. ↑  ”Ruder Than Roots”. Discogs.com. http://www.discogs.com/Skalatones-Ruder-Than-Roots/release/1424282. Läst 19 april 2012.